# Ogrodnictwo partyzanckie

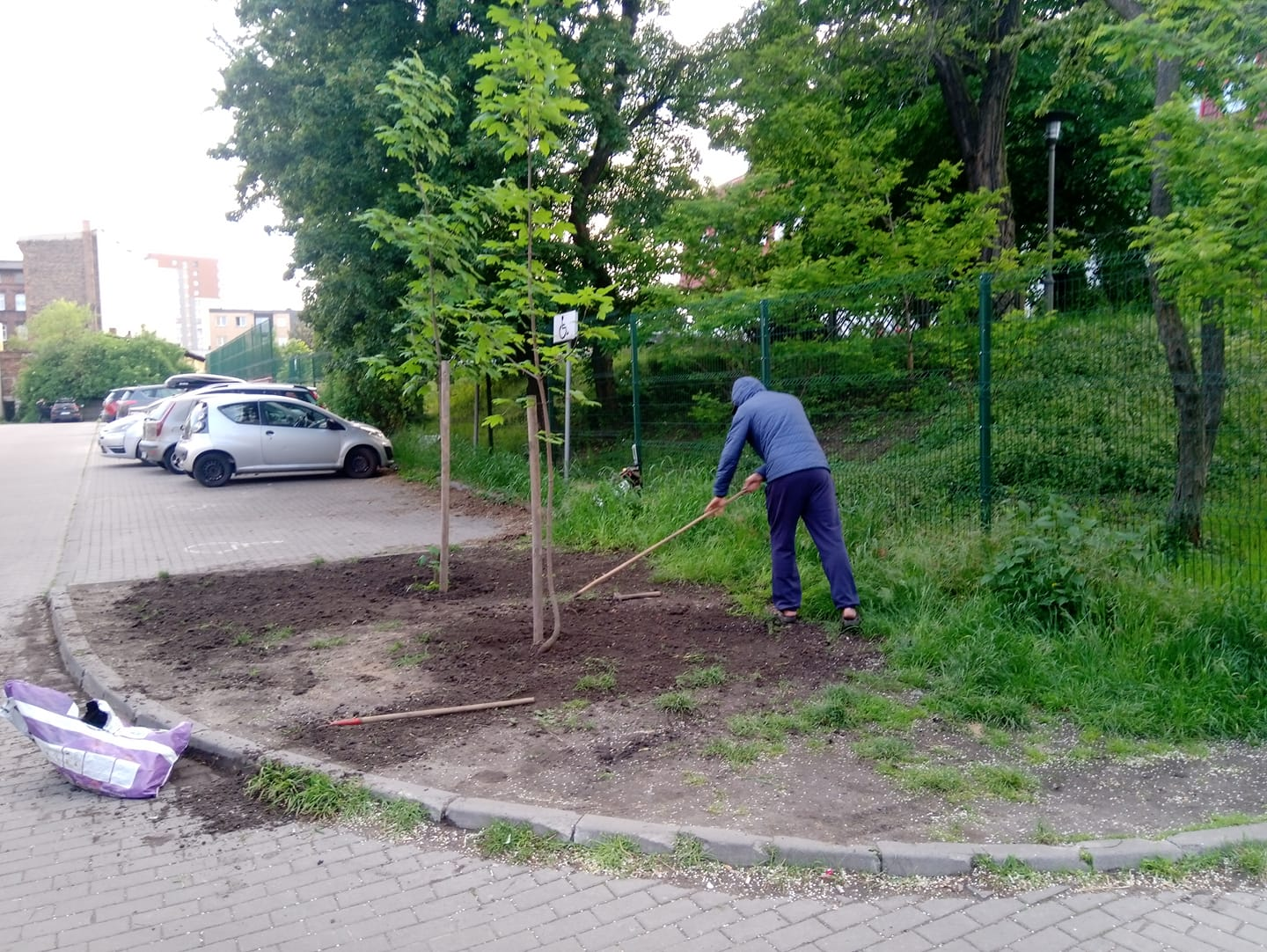
Jedna z akcji Miejskiej Partyzantki Ogrodniczej; posadzenie dwóch klonów jaworów w miejscu nielegalnego parkingu samochodowego

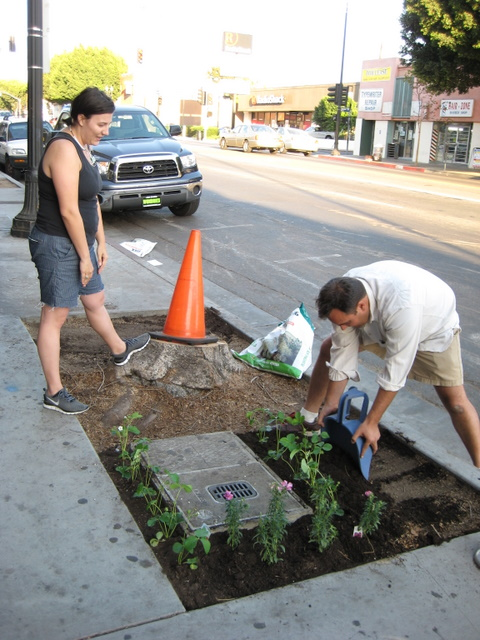
Ogrodnictwo partyzanckie na ulicy w Los Angeles

Ogrodnictwo partyzanckie (partyzantka ogrodnicza, ang. guerilla gardening) – forma akcji bezpośredniej polegająca na prowadzeniu prac ogrodowych na terenie, do którego ogrodnik nie ma praw własności.

## Opis
Prace w ramach ogrodnictwa partyzanckiego prowadzone są na ogół w miejscach publicznych – opuszczonych i zaniedbanych lub będących własnością prywatną, lecz noszących znamiona porzucenia przez właściciela. Partyzancko uprawiane tereny zielone są porządkowane, a następnie obsiewane lub obsadzane roślinami użytkowymi, jadalnymi lub ozdobnymi.
Partyzantka ogrodowa wynikać może z szeregu motywacji. Może być działaniem ogrodników czy działkowców wykraczających ze swymi pracami poza granice posiadanych terenów, ale też aktywistów politycznych lub działaczy ruchów ekologicznych, traktujących tego rodzaju akcje jako formy praktycznej manifestacji reprezentowanych przez siebie postaw i wartości. Celem partyzanckiego ogrodnictwa jest najczęściej poprawa lub poszerzanie zakresu funkcji terenów otwartych, poprawa estetyki otoczenia, zwiększanie bioróżnorodności oraz oferowanie korzyści psychologicznych płynących z czynnego kontaktu z naturą. Dodatkowo w przypadku roślin jadalnych istnieje możliwość korzystania z plonów przez okoliczną społeczność.
Czasem działania tego rodzaju w celu osiągnięcia spektakularnego efektu okryte są tajemnicą i prowadzone w nocy. Jak w sytuacji gdy 1 lipca 1996 roku mieszkańcy Kopenhagi urządzili na zaniedbanym przez służby miejskie terenie park o nazwie Have på en nat (duń. Ogród w nocy). Partyzanci ogrodowi działają jednak na ogół w sposób otwarty traktując działanie w obszarze zaniedbanych terenów zieleni jako przejaw aktywności obywatelskiej. 

## Obchody
1 maja został ustanowiony Międzynarodowym Dniem Partyzanckiego Siania Słoneczników.
16 maja obchodzony jest jako Światowy Dzień Siania Dyni w Miejscach Publicznych. W roku 2017 aktywista Miejskiej Partyzantki Ogrodniczej, Witold Szwedkowski zorganizował to święto po raz pierwszy. W roku 2018 termin wydarzenia ustalony został na 16 maja, a w propagowanie go i w sianie dyni zaangażowało się 900 osób. W roku 2019 do organizacji przyłączył się Park Śląski i organizacja ogrodnictwa partyzanckiego z Gandawy. Rok 2020, mimo niepewności związanej z pandemią SARS-CoV-2, wykazał kolejny wzrost zainteresowania z 1200 osób zaangażowanych. Rok 2021 to już ponad 1900 zaangażowanych osób.